# Шеллсбург (Пенсільванія)
Шеллсбург (англ. Schellsburg) — місто (англ. borough) в США, в окрузі Бедфорд штату Пенсільванія. Населення — 330 осіб (2020).

## Географія
Шеллсбург розташований за координатами 40°2′53″ пн. ш. 78°38′36″ зх. д. / 40.04806° пн. ш. 78.64333° зх. д. (40.048160, -78.643383).  За даними Бюро перепису населення США в 2010 році місто мало площу 0,66 км², уся площа — суходіл.

## Демографія
Згідно з переписом 2010 року, у селищі мешкало 338 осіб у 139 домогосподарствах у складі 93 родин. Густота населення становила 514 осіб/км².  Було 155 помешкань (236/км²).
Расовий склад населення:
| - 99,4 % — білих - 0,6 % — корінних американців |

До двох чи більше рас належало 0,0 %. Частка іспаномовних становила 1,2 % від усіх жителів.
За віковим діапазоном населення розподілялося таким чином: 21,9 % — особи молодші 18 років, 60,1 % — особи у віці 18—64 років, 18,0 % — особи у віці 65 років та старші. Медіана віку мешканця становила 40,3 року. На 100 осіб жіночої статі у селищі припадало 103,6 чоловіків;  на 100 жінок у віці від 18 років та старших — 104,7 чоловіків також старших 18 років.
Середній дохід на одне домашнє господарство  становив 49 797 доларів США (медіана — 45 000), а середній дохід на одну сім'ю — 65 225 доларів (медіана — 65 694). Медіана доходів становила 31 328 доларів для чоловіків та 30 882 долари для жінок. За межею бідності перебувало 8,0 % осіб, у тому числі 3,6 % дітей у віці до 18 років та 5,0 % осіб у віці 65 років та старших.
Цивільне працевлаштоване населення становило 180 осіб. Основні галузі зайнятості: виробництво — 22,8 %, освіта, охорона здоров'я та соціальна допомога — 22,8 %, роздрібна торгівля — 14,4 %, мистецтво, розваги та відпочинок — 8,9 %.